# Elie Hobeika
Elie Hobeika lub Elias Hobejka (arab. إيلي حبيقة ; ur. 22 września 1956, zm. 24 stycznia 2002) – polityk libański, były członek Falang Libańskich i przywódca Sił Libańskich podczas wojny domowej w Libanie.

## Wojna domowa
W latach 70. zaangażował się w ruch falangistowski. Podczas masakry w Damur zginęło kilku członków jego rodziny. We wrześniu 1982 oddziały chrześcijańskie, dowodzone przez Eli Hobeikę, wkroczyły do obozów uchodźców palestyńskich Sabra i Szatila pod Bejrutem. W wyniku rzezi zginęło około 800-3500 Palestyńczyków.
W 1985 wraz z Samirem Dżadżą i Karimem Pakradounim zmusił do rezygnacji ówczesnego dowódcę Sił Libańskich, Fuada Abu Nadera, zajmując jego miejsce. W grudniu 1985 Hobeika podpisał w Damaszku trójstronne porozumienie z Walidem Dżumblattem i Nabihem Berrim, które miało zakończyć wojnę domową i zagwarantować wpływy syryjskie w Libanie. W styczniu 1986 działacze SL niezadowoleni z porozumienia zorganizowali wewnętrzny przewrót. Hobeika został oblężony w swojej siedzibie w Karantinie przez ludzi Dżadży, a następnie uciekł do Paryża. Później wrócił do Libanu i skupił swoich zwolenników w Zahle, ale nie zdołał odzyskać dawnych wpływów, a próba zbrojnego przejęcia władzy zakończyła się jego porażką.

## Okres powojenny
Po zakończeniu wojny domowej Hobeika został ministrem ds. uchodźców. Kierował także ministerstwem energii elektrycznej i wody w rządzie Rafika al-Haririego. Elie Hobeika został zabity 24 stycznia 2002 w wyniku zamachu bombowego w Hazmijji, na przedmieściach Bejrutu.